# 小泉一郎
小泉 一郎（こいずみ いちろう、1912年4月23日 - 1991年10月20日）は、日本の英文学者。

## 略歴
茨城県水戸市生まれ。1937年東京帝国大学文学部英文科卒、1941年同大学院（旧制）満期修了。副手、水戸高等学校教授、茨城大学文理学部助教授、東京女子大学教授、学習院大学文学部教授を歴任。1983年定年退任、名誉教授。
1984年、勲三等瑞宝章を受章。
1991年10月20日、肺炎のため死去。

## 著書
- 『英文の読み方 現代英文についての演習』（培風館） 1960
- 『神と人とのあいだ 近代日本文学試論』（笠間書院、笠間選書） 1975

### 翻訳
- 『皇太子の窓』（エリザベス・グレイ・ヴァイニング、文藝春秋新社） 1953／改訂新版 文藝春秋 1989、文春学藝ライブラリー(文庫) 2015
- 『ブレイク』（キャスリン・レイン、研究社出版、英文学ハンドブック「作家と作品」シリーズ） 1957
- 『生活について』（エマソン、日本教文社、エマソン選集3） 1961
- 『たましいの記録』（エマソン、日本教文社、エマソン選集7） 1961
- 『ハンス・プファアルの無類の冒険 / 約束ごと / メッツェンガーシュタイン』（ポオ、東京創元新社、ポオ全集1） 1963
- 『催眠術の啓示 / ミイラとの論争 / ヴァルドマアル氏の病症の真相 / フォン・ケンペレンと彼の発見』（ポオ、東京創元新社、ポオ全集2） 1963
- 『アッシャー家の崩壊 / 大渦の底へ / 黒猫』（ポオ、講談社、世界文学全集14） 1969
- 『内なる光 信仰の遺言』（トマス・ケリー、小泉文子共訳、教文館） 1999

## 参考
- 『神と人とのあいだ』著者紹介
- 朝日新聞訃報